# Ankh (symbool)

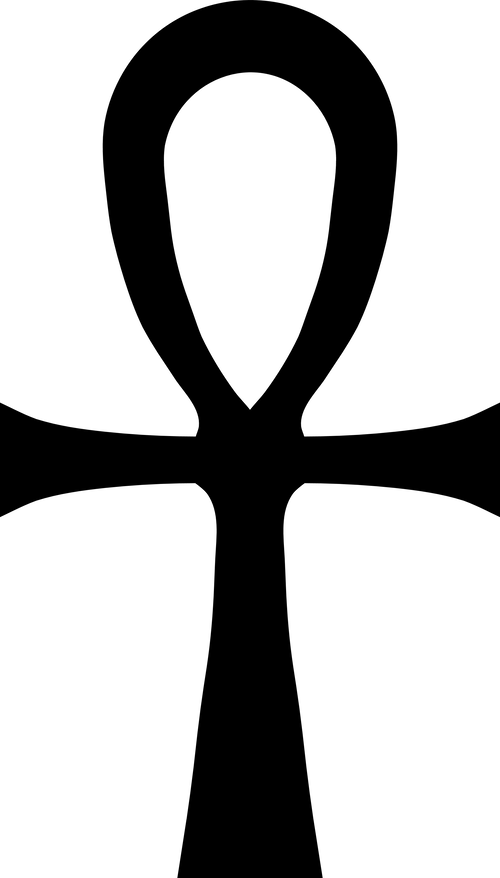
Ankhsymbool

De ankh (☥, Egyptisch: ˁnḫ) , ook: het ankh-teken, het levenskruis of het ankh-kruis is een van de bekendste oude Egyptische symbolen en vertegenwoordigt in de Egyptische mythologie het leven, onder andere in de naam Toetanchamon, levend evenbeeld van Amon. Het anksymbool werd vooral bekend als logo van Uitgeverij AnkhHermes. 

## Rol in oudheid
In de oudheid droegen de Egyptenaren afbeeldingen van de ankh op ten teken van hun onsterfelijkheid, de sleutel van het eeuwig geluk. Wanneer mensen het dragen wordt daarmee aangegeven dat zij deze wereld voor het hiernamaals hebben verruild. Het levenskruis werd geacht hen bescherming te bieden tegen allerlei gevaren. De hiëroglief in deze vorm betekent 'leven'.
In de Amarnaperiode werd Aton, een Egyptische zonnegod, afgebeeld met de levenbrengendevele stralen van de goddelijke zonneschijf die ieder in een hand eindigden. Op de bewaard gebleven troon van Toetanchamon is Aton, die de koning en koningin een ankh aanreikt, afgebeeld. Het aanreiken van een ankh door een godheid aan een farao, was het symbool van het schenken van levensenergie. De ankh werd ook steeds vlak onder de neus gehouden, omdat deze energie met de levensadem werd meegegeven, zoals op meerdere afbeeldingen is te zien.
De ankh is ook terug te vinden in de zegelafdruk van koning Hizkia van het Koninkrijk Juda, die in een aantal Bijbelboeken wordt genoemd. Dit zegelafdruk is in december 2015 ontdekt tijdens opgravingen in het gebied Ophel, dat ten noorden van Jeruzalem is gelegen en aan de zuidkant van de Tempelberg.
In de Egyptische koptische kerk werd de ankh in de 4e eeuw als symbool gebruikt voor het leven na de dood.
In de jaren 80 van de 20e eeuw maakte het symbool een heropleving mee als sieraad bij aanhangers van de gothic/new wave subcultuur.
In Unicode is het ankh-teken opgenomen onder nummer U+2625 (☥).

## Afbeeldingen

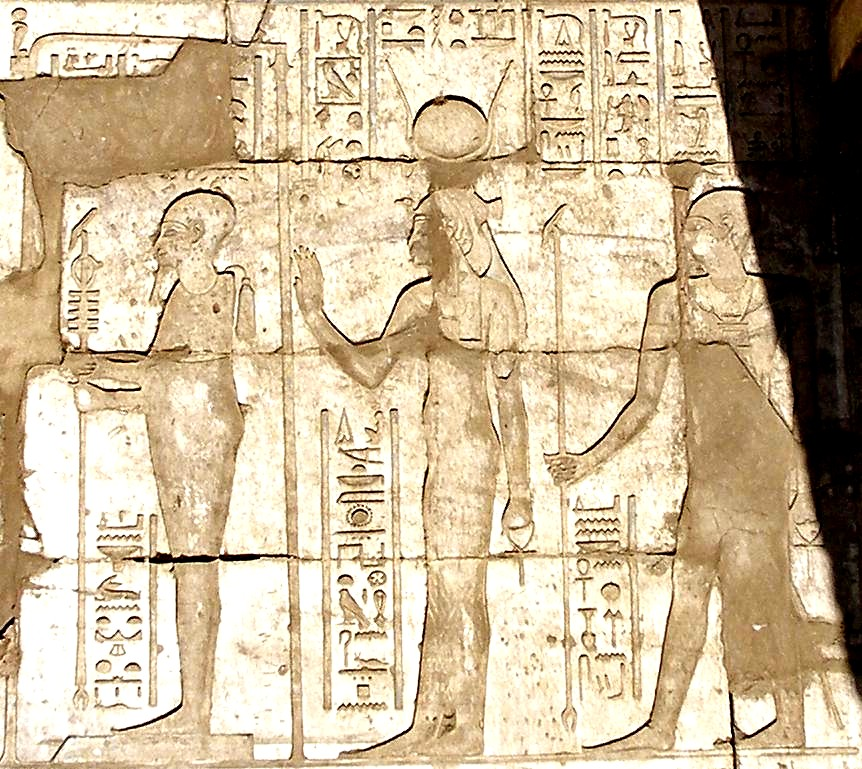
Tempel van Amon (Karnak), 16e eeuw v.Chr.. Egyptische godheden dragen de ankh als symbool van hun status
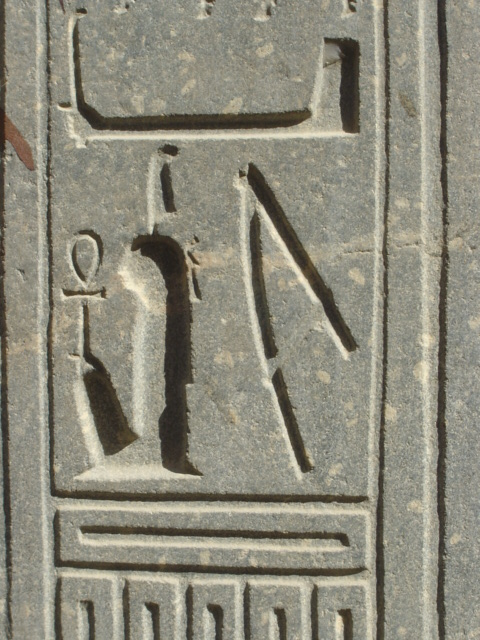
De godin Isis
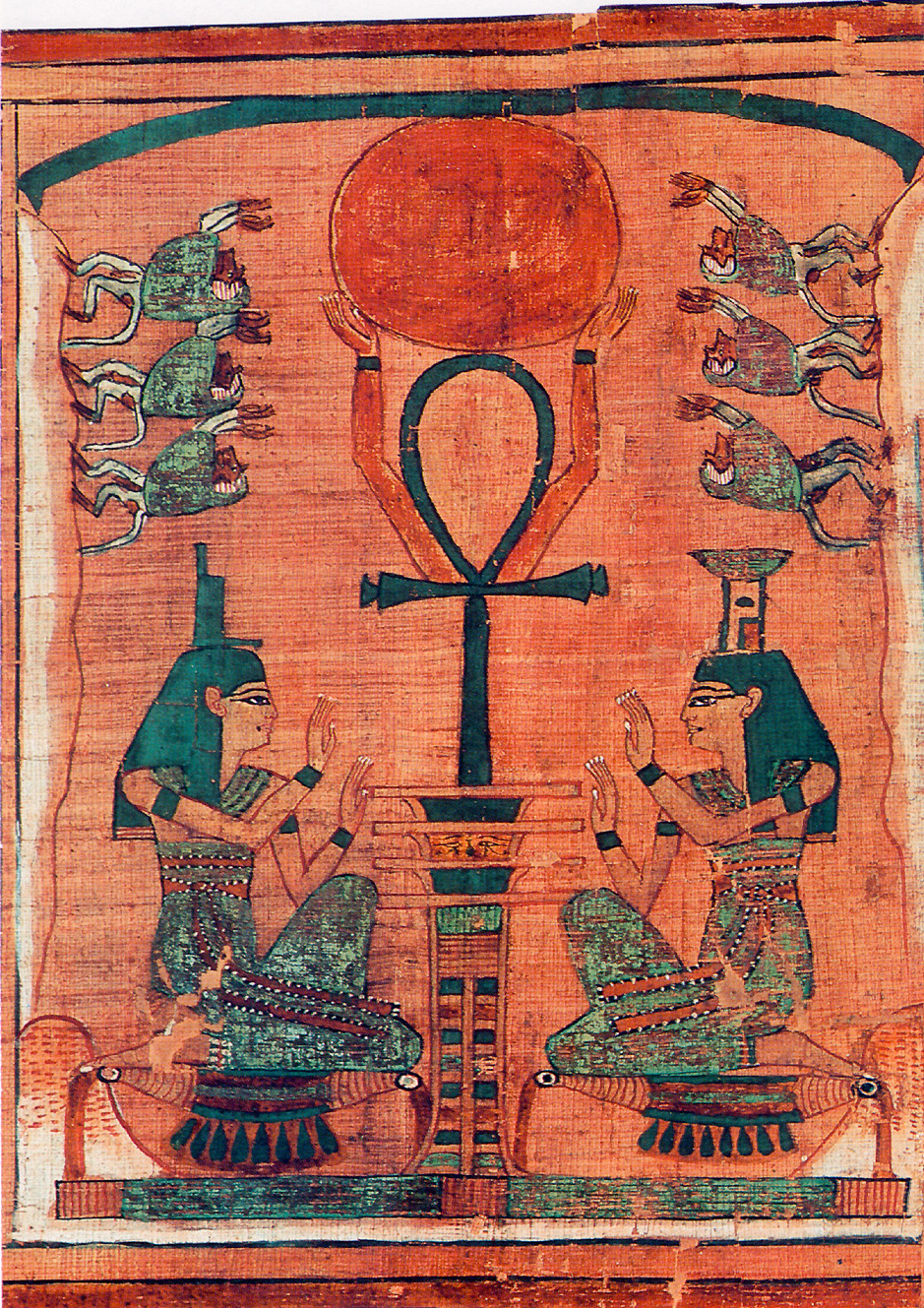
Ankh en zonnewiel in het Dodenboek van de Egyptische schrijver Ani
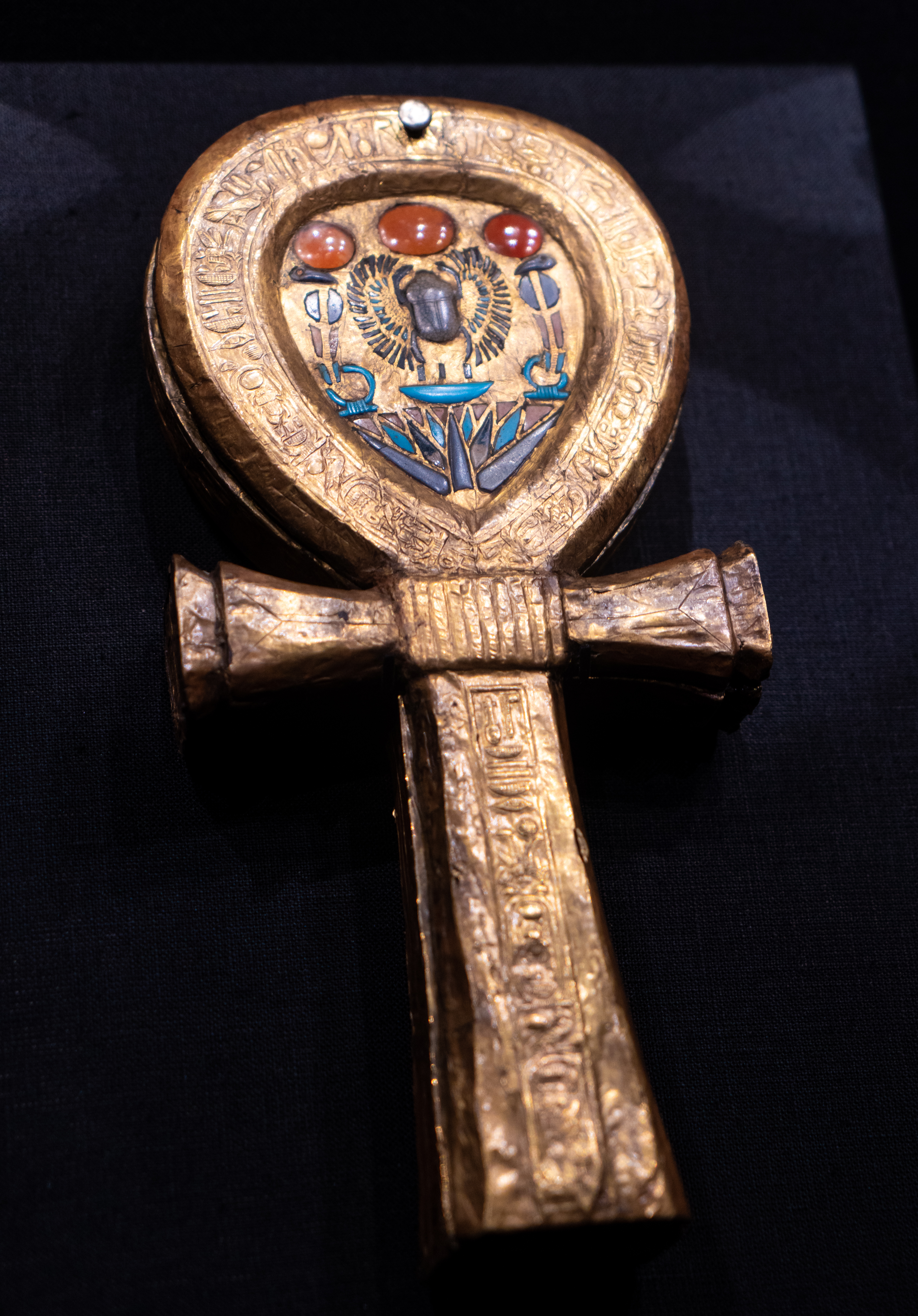
Ankhvormige spiegel uit het graf van Toetanchamon
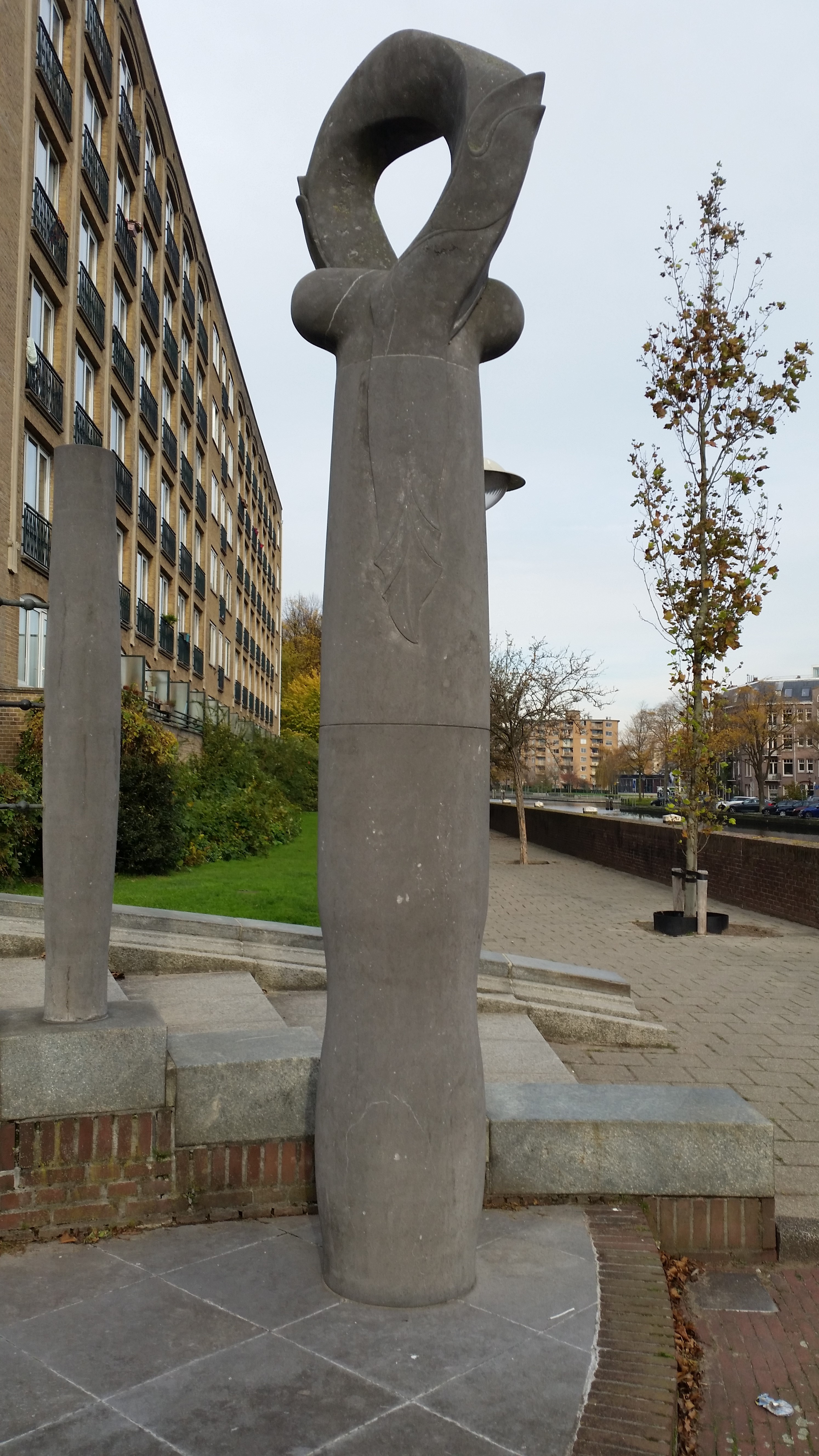
Een moderne ankh uit 1991